# Тортури члена та яєчок

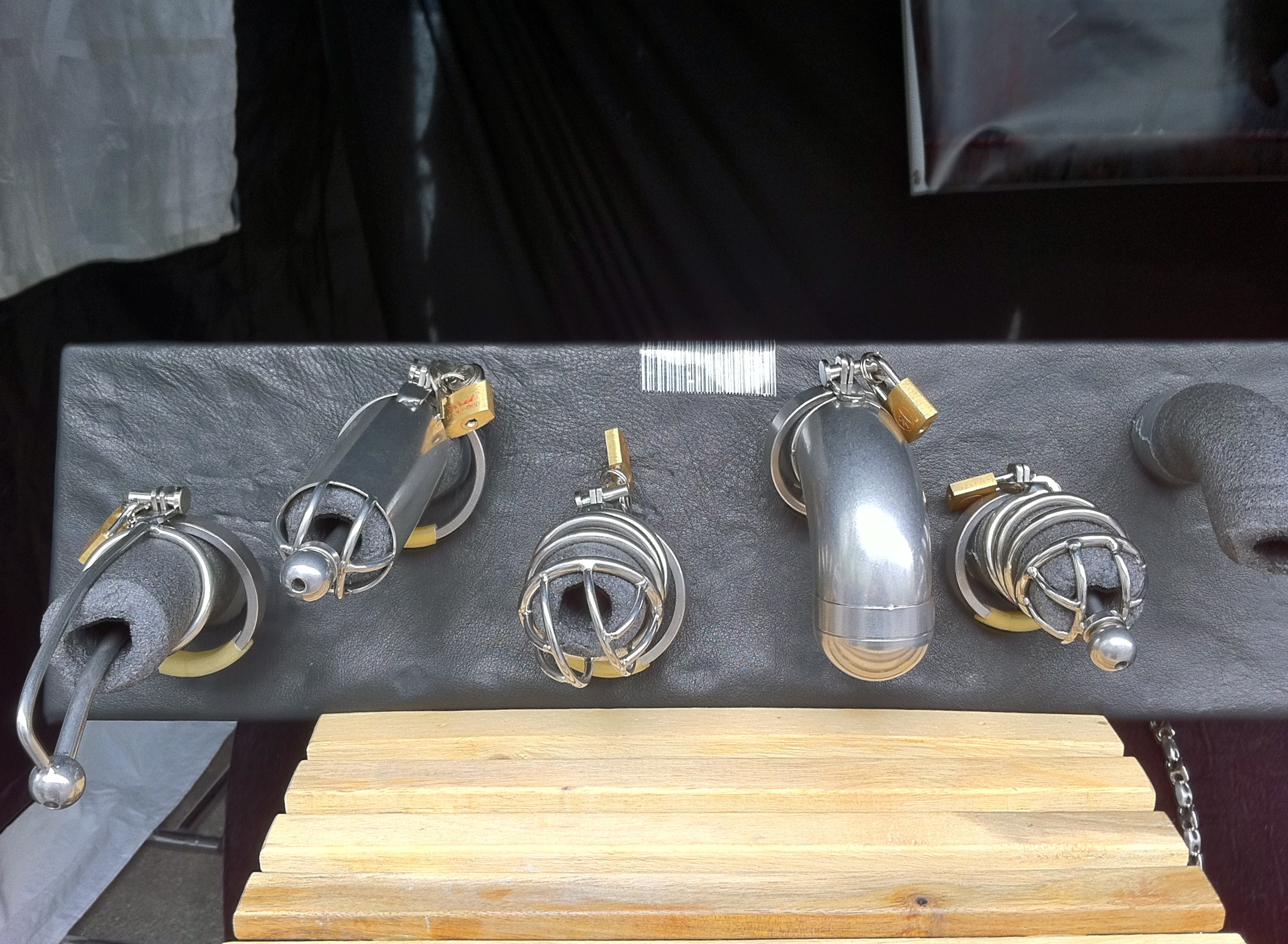
Набір приладів цнотливості на виставці Дорей Еллі, 2011 рік

Тортури члена та яєчок — сексуальні дії, пов'язані із завдаванням болю пенісу чи яєчкам, або обмеженням їх рухливості чи функціональності. Вони можуть бути пов'язані з такими безпосередньо болючими діями, як пірсинг геніталій, капання розплавленим воском, лупцювання геніталій, здавлювання, припікання, шмагання, введення предметів до уретри, тортури лоскотанням, еротична електростимуляція, колінопреклоніння або стусани. Суб'єкт таких дій може відчувати пряму фізичну насолоду з позиції мазохізму або емоційне задоволення шляхом еротичного приниження, або від розуміння того, що гра подобається садистському домінанту. Багато з цих дій становлять безпосередній ризик для здоров'я.

## Пристрої й практики

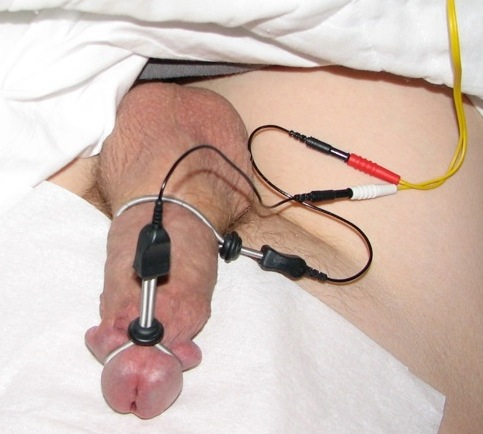
Еротична електростимуляція

Як й інші види сексуальних дій, CBT може бути виконано з використанням іграшок і пристроїв, щоб зробити пеніс та яєчка доступнішими, або як сексуальна прелюдія.

### Ерекційні кільця
Ерекційне кільце — це секс-іграшка, яка використовується для видовження яєчок та створення відчуття ваги, що відтягує яєчка від тіла. Це може бути особливо приємно для володаря, так як він зможе зробити оргазм більш інтенсивним, через те що яєчка не можуть рухатися вверх. Призначена зробити так, щоб яєчка постійно висіли набагато нижче ніж зазвичай (при регулярному використанні в доволі довгий проміжок часу), ця секс-іграшка може бути потенційно шкідливою для чоловічих статевих органів, оскільки можна перекрити кровообіг, якщо її надмірно затягувати.
В той час як шкіряні кільця найпоширеніші, інші моделі зроблені з різного роду сталевих кілець, що закріплені гвинтами, що призводить до додаткової некомфортної ваги яєчок володаря. Довжина кілець може варіюватися від 2,5 до 10 сантиметрів. Більш небезпечний тип кілець може бути виготовлений удома простим намотуванням мотузки навколо яєчок до тих пір, поки у кінець кінців вона не буде натягнута до бажаної довжини.

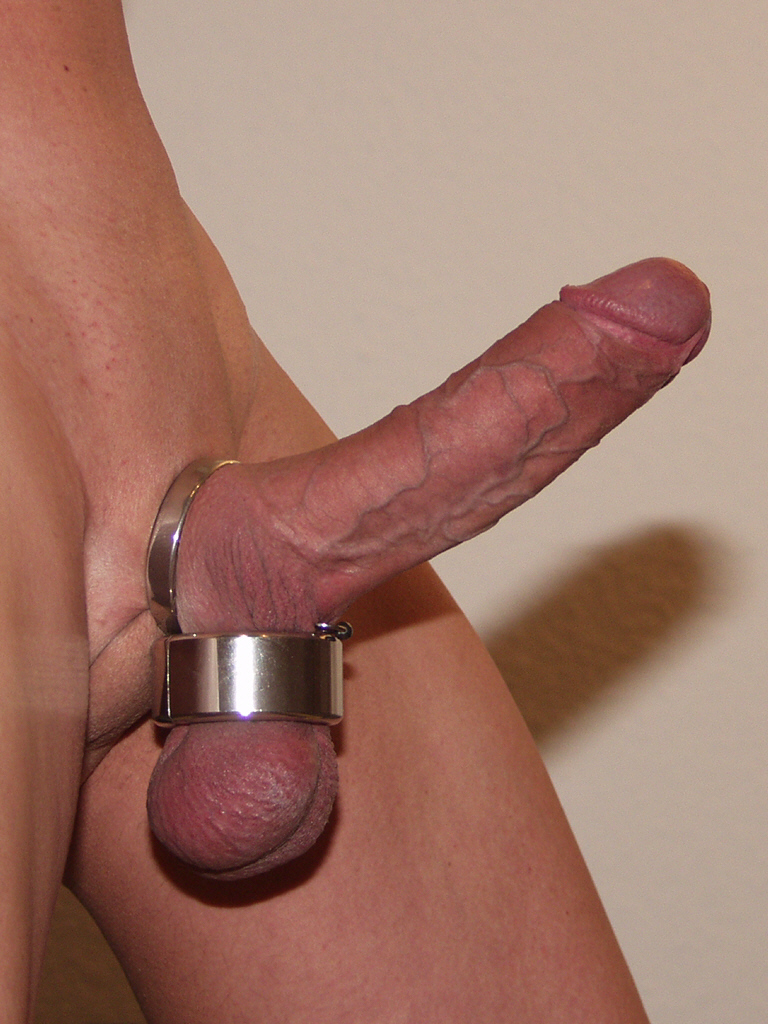
Яйцестискач у дії

### Яєчкастискач
Яєчкастискач — це металевий або акриловий пристрій, що повільно стискає геніталії за допомогою прокручування гайки та болта. Те, наскільки грубо відбувається дія, залежить від терпимості до болі людини, на якій його застосовують. Яєчкастискач зазвичай використовується разом з бандажем, який надягає носій яєчкастискача, або його партнер.

### Парашут
Парашут — це невеликий комір, зазвичай шкіряний, що застібається навколо яєчок. Він має конічну форму, під ним звисають три або чотири коротких ланцюги, до яких можна причепити вантаж.

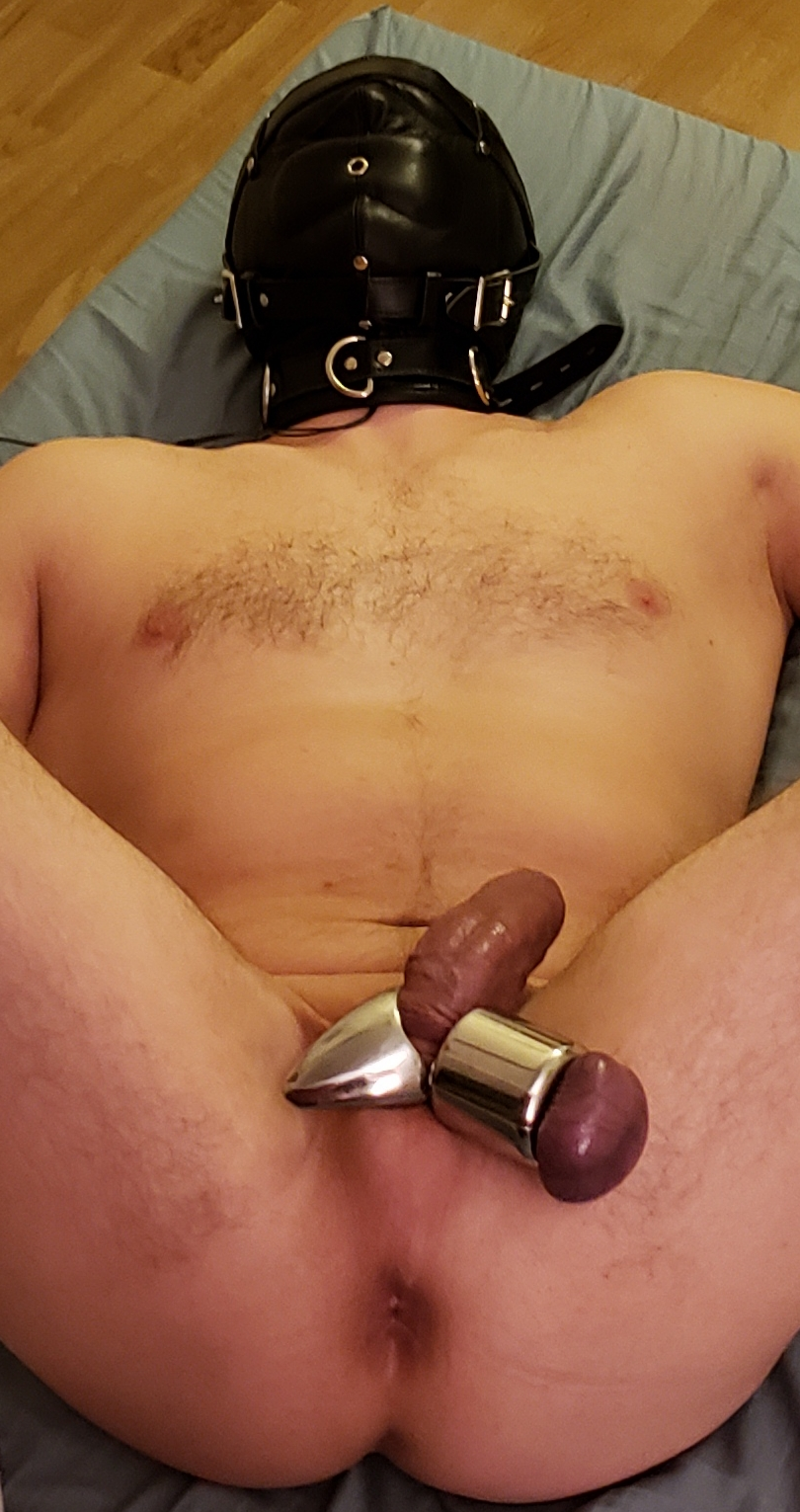
Ерекційне кільце на людині

Як частина в CBT та БДСМ-відносинах, парашут забезпечує постійний опір та стискаючий вплив на яєчка. Середня вага підвішеного вантажу дорівнює 3-5 кг, особливо якщо вдягнений бандаж; іноді використовуються досить важкі вантажі. Менша вага може бути використана, коли чоловік що його носить, може вільно рухатися; ефект гойдання вантажу може обмежити різкі рухи, а також забезпечити візуальний стимул для домінуючого партнера.

### Хамблер
Хамблер — це прилад фізичного обмеження БДСМ, що використовується для обмеження рухів підлеглого учасника чоловічої статі на сцені БДСМ.
Хамблер складається з кайданів, що затискаються навколо основи яєчок та встановлюються в центрі балки, що проходить за стегнами біля основи сідниць. Це примушує власника тримати ноги складеними вперед, оскільки будь-яка спроба випрямити ноги тягне за яєчка, спричиняючи відчуття від значного дискомфорту до сильного болю.

### Кайдани для яєчок
Кайдани для яєчок являють собою кільцеподібний пристрій навколо яєчок (між тілом та яєчками), який в закритому стані не дозволяє яєчкам прослизнути крізь нього. Звичайний тип має дві з'єднані половинки, одна з яких знаходиться біля яєчок, інша — біля основи пеніса. Вони — лише одне з багатьох пристроїв для обмеження чоловічих статевих органів. Стандартний замок також може бути зачиненим біля яєчок; без ключа його не можна зняти.
Деякі пасивні чоловіки насолоджуються відчуттям «підкореного», в той час як домінуючі індивіди насолоджуються відчуттям «підкорення» своїх партнерів. Вимога такому чоловіку носити кайдани для яєчок символізує, що його статеві органи належать його партнеру, який може бути як чоловіком, так і жінкою. При цьому існує ступінь приниження, за якої вони відчувають сексуальне збудження. Кайдани можуть бути частиною сексуального фетиша володаря або його партнера.
Однак, це крайнє використання кайданів для яєчок. Більш умовно, пристрій стискає яєчка та утримує їх під час стимуляції, задля ряду переваг:

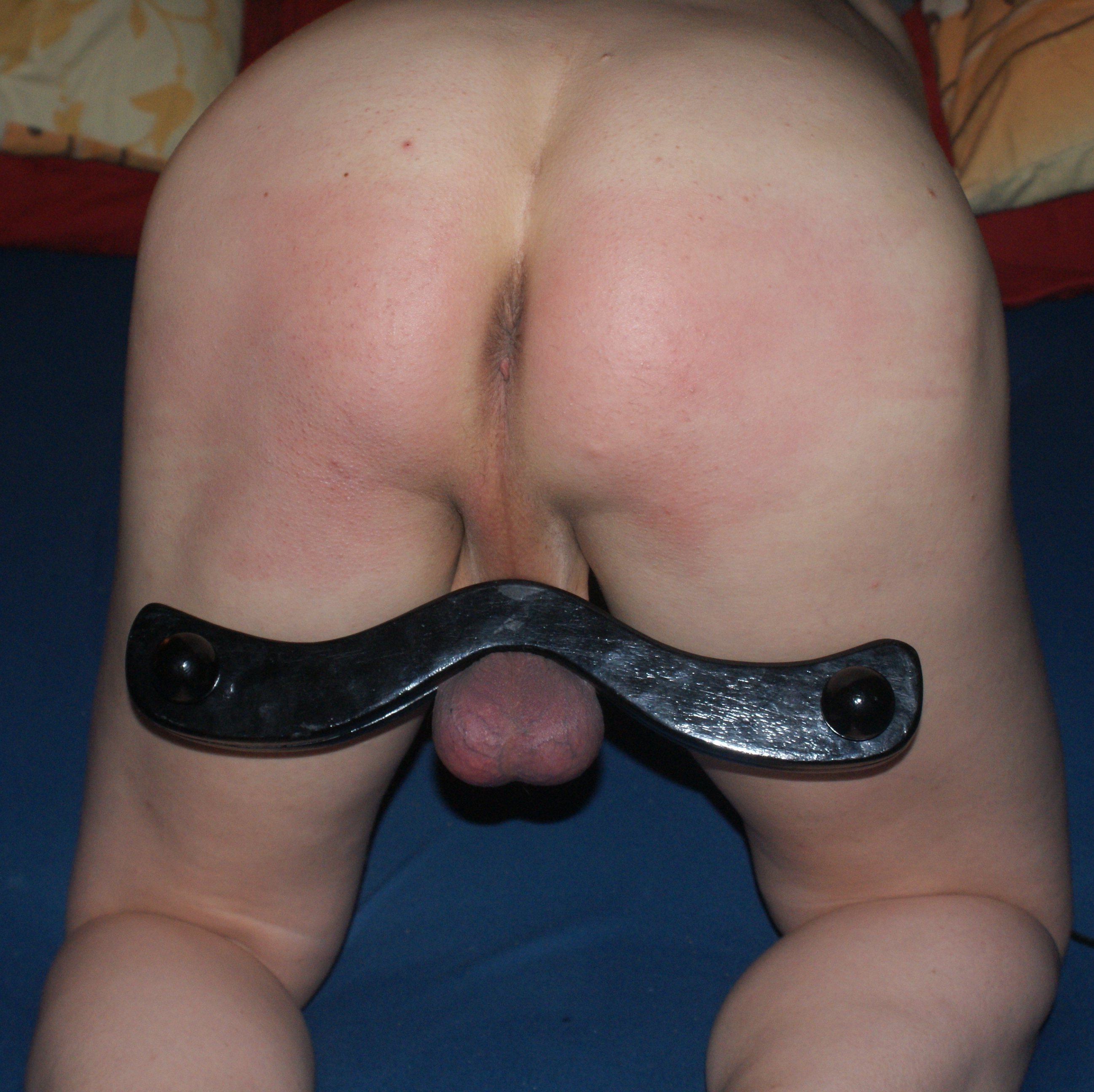
Кайдани для яєчок

- Візуальне збільшення пеніса. Відтягування яєчок вниз або в сторону від основи статевого члена натягує шкіру на основі статевого члена і лобкової кістки, оголюючи додаткові 2,5 сантиметрів від стрижня статевого члена, яких зазвичай не видно.

- Посилення сексуального збудження. В той час як деякі чоловіки можуть відчути збудження від відчуття «підкорення», фізичне відчуття розтягнення зв'язок, на яких підвішені яєчка, має ефект, аналогічний поширенішій практиці витягування ніг і направлення пальців ніг.

- Кайдани не дозволяють яєчкам піднятися настільки, щоб вони опинилися під шкірою, що безпосередньо прилягає до основи статевого члена, що може бути дуже некомфортним станом, особливо якщо яєчко буде стиснено стусаном під час статевого акту.

- Затримка та підсилення еякуляції шляхом запобігання нормального підйому яєчок до «точки неповернення», через що досягти оргазму стає набагато важче.

### Джгут для пеніса
Джгут для пеніса — це секс-іграшка для пеніса, призначена, щоб її носили навколо пеніса та яєчок. За своєю функцією вона схожа на ерекційне кільце. Ці пристрої пов'язані з БДСМ-активністю. "Кола Пекла "- це пояс цнотливості для чоловіків, зроблений з кількох кілець для пеніса, що використовуються для CBT. «Зуби Калі» являють собою металевий браслет з внутрішніми шипами, який закривається навколо пеніса та може використовуватися для запобігання ерекції чи «покарання» за неї.

### Удар по яєчках

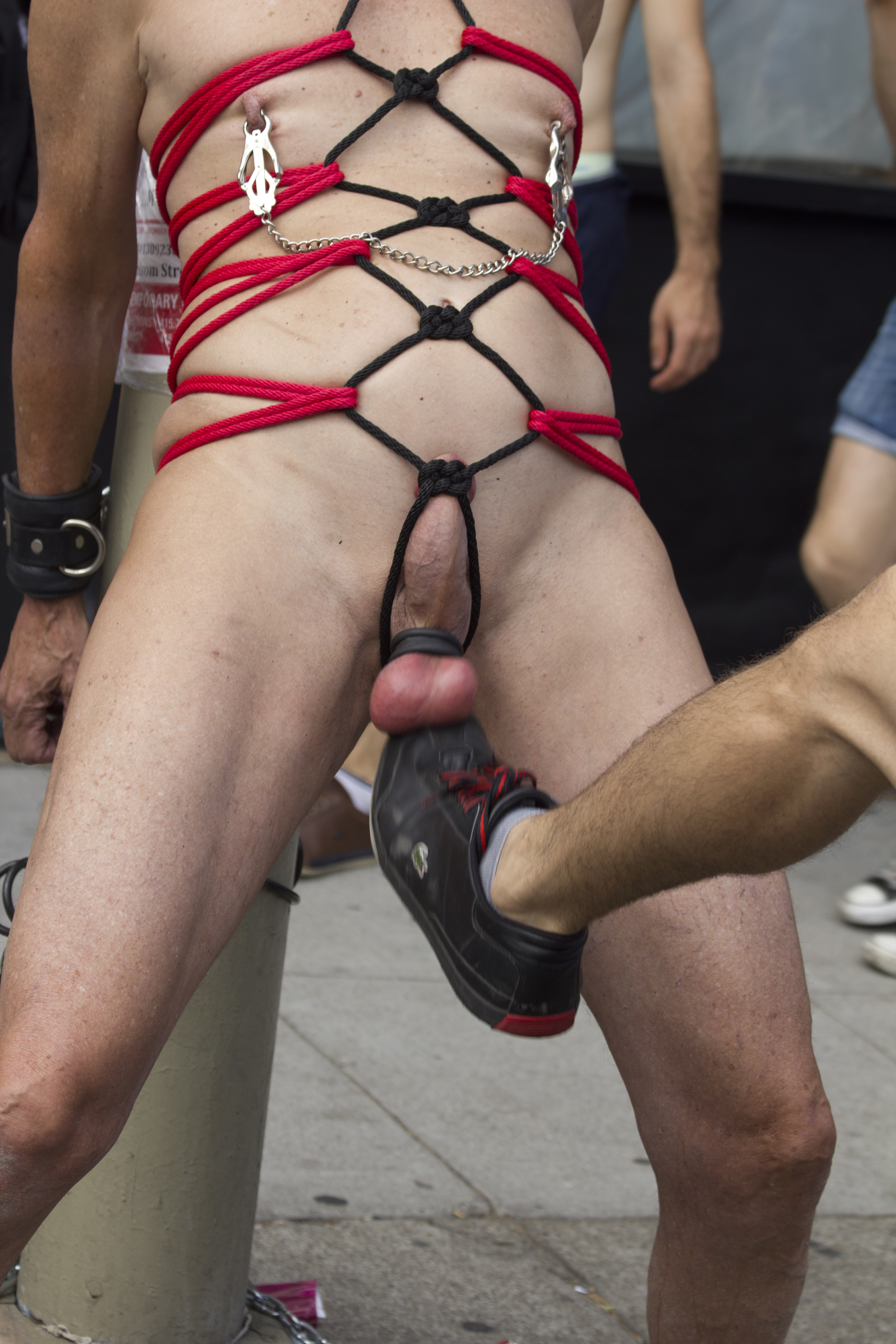
Демонстрація удару по яйцях в громадському місці на Ярмарку Фолсом-Стріт, США

Удар по яєчках — це практика стусана або удару коліном в пахову область. Вона має багато медичних ризиків, включаючи небезпеку розриву яєчок в результаті такої травми.

## CBT в Японії
Тамакері (玉蹴り) (буквально «дати стусана по яйцях») — це сексуальний фетиш та піджанр БДСМ, в рамках якого відбувається побиття чоловічих геніталій. Цей жанр також називають «бейсболом» (коротко — «bb»). Тамакері — японський термін, однак він використовується й не японцями для контенту, де беруть участь азіати — найчастіше, жінки. Тамакері полягає в тому, що садист вдаряє яєчка мазохіста. Фетиш є популярним як серед гетеросексуальних, так і серед гомосексуальних чоловіків і жінок. У хентай-спільнотах його також називають «тамакері» або «crotch_kick».
Денкіанма (電気按摩) (буквально «електромасаж») — популярний японський розіграш, в якому одна людина ставить свою ногу в область геніталій іншій обертає її, утримуючи п'яту на паховій області іншої людини, викликаючи вібрації. Часто це робиться шляхом захвату ніг іншої людини, підняття їх, а потім поміщення своєї ноги на проміжність та виклику вібрацій. Часто це робиться поміж хлопчиками шкільного віку як розіграш, схожий на канчо, та може бути сприйнято західною аудиторією як вид знущання. Також в 2007 році компанія Doritos, що виготовляє чипси, випустила новий смак картопляних чипсів під назвою «Денкіанма».

## Безпека

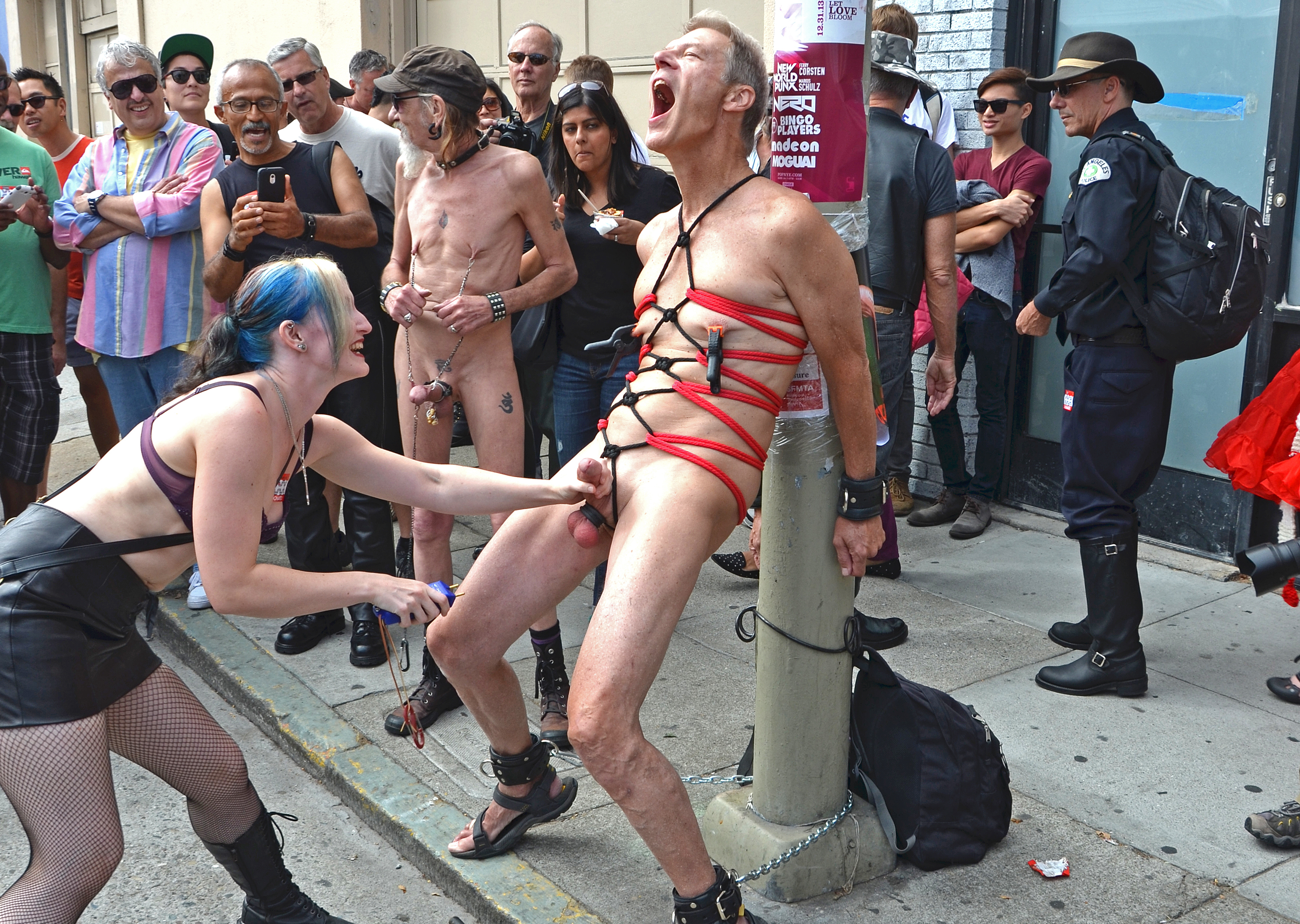
Жінка тримає пеніс зв'язаного чоловіка та подає електричний струм на його яєчка. Важливо, щоб така еротична електростимуляція проводилася в певних межах.

Некроз — найбільш вірогідний результат CBT. Бандаж, за якого яєчка прив'язують до чогось, особливо небезпечний, враховуючи ризик ушкодження яєчок як результат надмірної напруги або видовження. Найважчими травмами є розриви, перекручування й авульсія яєчок, при виникненні яких потрібна швидка медична допомога.

## Примітки

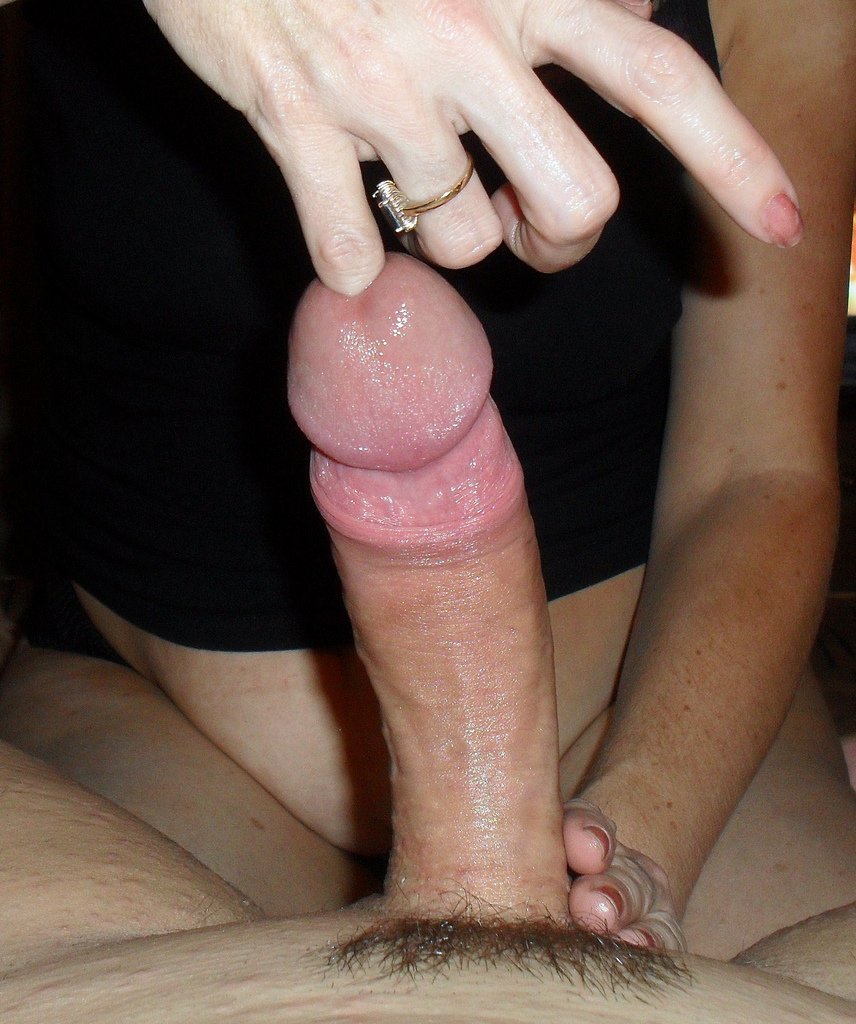
Уретральний фінгеринг є прикладом тортури, яка вимагає особливих запобіжних заходів, таких як відсутність гострих нігтів на пальці, що буде вставлений в статевий член. Зображення показує жінку, що робить уретральний фінгеринг.

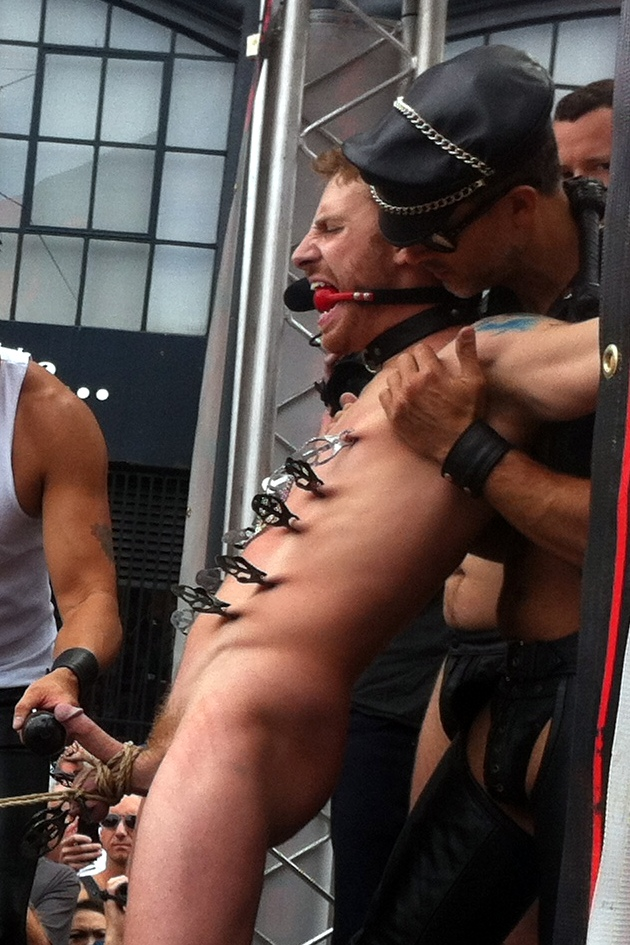
Пеніс чоловіка з кляпом відтягують, використовуючи мотузку. Під час таких дій важливо мати якись сигнал як стоп-слово.